# Клещенка
Клещенка — река в России, протекает по Горшеченскому району Курской области. Левый приток реки Апочка.

## География
Река Клещенка берёт начало у деревни Верхняя Клещенка. Течёт на юг. На реке расположены деревни Верхняя Клещенка, Белгородка и Нижняя Клещенка. На реке образованы пруды. Устье реки находится в 15 км по левому берегу реки Апочка. Длина реки составляет 10 км, площадь водосборного бассейна 47,7 км².

## Данные водного реестра
По данным государственного водного реестра России, относится к Донскому бассейновому округу, водохозяйственный участок реки — Оскол до Старооскольского гидроузла, речной подбассейн реки — Северский Донец (российская часть бассейна). Речной бассейн реки — Дон (российская часть бассейна).
Код объекта в государственном водном реестре — 05010400212107000011784.